# Rafnia angulata
Rafnia angulata är en ärtväxtart som beskrevs av Carl Peter Thunberg. Rafnia angulata ingår i släktet Rafnia och familjen ärtväxter. Inga underarter finns listade i Catalogue of Life.